# Communauté de communes des Portes de Romilly-sur-Seine
Die Communauté de communes des Portes de Romilly-sur-Seine (offizielle Schreibweise: Communauté de communes des Portes de Romilly sur Seine) ist ein französischer Gemeindeverband mit der Rechtsform einer Communauté de communes im Département Aube in der Region Grand Est. Sie wurde am 16. Dezember 2005 gegründet und umfasst sechs Gemeinden. Der Verwaltungssitz befindet sich im Ort Romilly-sur-Seine.

## Mitgliedsgemeinden
| Gemeinde                                               | Einwohner 1. Januar 2022 | Fläche km² | Dichte Einw./km² | Code INSEE | Postleitzahl |
| ------------------------------------------------------ | ------------------------ | ---------- | ---------------- | ---------- | ------------ |
| Crancey                                                | 697                      | 8,81       | 79               | 10114      | 10100        |
| Gélannes                                               | 704                      | 12,13      | 58               | 10164      | 10100        |
| Maizières-la-Grande-Paroisse                           | 1.521                    | 20,46      | 74               | 10220      | 10510        |
| Pars-lès-Romilly                                       | 834                      | 17,88      | 47               | 10280      | 10100        |
| Romilly-sur-Seine                                      | 14.751                   | 25,32      | 583              | 10323      | 10100        |
| Saint-Hilaire-sous-Romilly                             | 339                      | 20,20      | 17               | 10341      | 10100        |
| Communauté de communes des Portes de Romilly-sur-Seine | 18.846                   | 104,80     | 180              | –          | –            |